# إبراهيم شهاب
إبراهيم شهاب ، من مواليد 20 يناير 1986 ، لاعب كرة قدم كويتي. يلعب مع نادي الكويت. كان ضمن منتخب الكويت الأولمبي لكرة القدم في عام 2007.